# Elron (rail)
 (avril 2022).
Si vous disposez d'ouvrages ou d'articles de référence ou si vous connaissez des sites web de qualité traitant du thème abordé ici, merci de compléter l'article en donnant les références utiles à sa vérifiabilité et en les liant à la section « Notes et références ».
AS Eesti Liinirongid ou Elron, est une société publique assurant le transport ferroviaire voyageurs en Estonie.

## Histoire
La société est séparée d'Eesti Raudtee en 1998. 
Jusqu'en 2014, la société exploite exclusivement le réseau électrifié des trains de banlieue du comté de Harju. Avant octobre 2013, elle s'appelle Elektriraudtee, c'est-à-dire chemin de fer électrique.
Le 1er janvier 2014, Elron reprend toutes les liaisons de transport ferroviaire voyageurs en Estonie à Edelaraudtee.

## Services

### Interurbain
Elron assure les transports interurbains à partir de Balti jaam de Tallinn avec plusieurs lignes: 
- Tallinn – Tartu – Valga (correspondance avec les trains de Pasažieru vilciens à Riga),
- Tallinn – Tartu – Koidula, Tallinn – Narva
- Tallinn – Viljandi.

### Train de banlieue de Tallinn
Le réseau ferroviaire de banlieue de Tallinn est électrifié et s'étend à l'est et à l'ouest de Balti jaam, la longueur totale du réseau est de 132 km. La ligne de l'Est va jusqu'à Aegviidu.
La ligne de l'ouest va jusqu'à Keila, où elle bifurque vers la ville portuaire de Paldiski et à l'intérieur des terres jusqu'à Riisipere. 
La branche de Paldiski part de Klooga, avec un petit tronçon menant à la plage de Kloogaranna.
- Tallinn–Aegviidu
- Tallinn–Turba/Paldiski